# 対物攻撃行動
対物攻撃行動 (aggressive behavior toward inanimate objects) とは、動物が無生物物体に対して攻撃を仕掛ける行動の事である。

## 実験動物の対物攻撃行動
実験動物（マウス、ラット）の攻撃行動は大きく2つに分類される。他の動物に対する攻撃行動と無生物に対する攻撃行動（対物攻撃行動）である。
対物攻撃行動の多くは、身体に接触する物体、または、眼前で動き回る物体などに対して起こる。例えば、実験動物を棒で突いた時に、動物がその棒に噛み付くような行動である。身体に触れる物体による刺激が痛みを発生する場合には、動物はその物体に対して対物攻撃行動を起こしてその物体を排除しようとするのが普通である。しかし、痛みを伴わない些細な接触刺激の場合には、動物は必ずしもその物体に対して対物攻撃行動を起こすとは限らない。動物がその接触刺激を煩わしいと感じれば その刺激物体に対して対物攻撃行動を起こすだろうし、煩わしさを感じなければ その物体を無視するだろう。
一般に、実験用に品種改良されたネズミは性質がおとなしく（攻撃性が乏しく）、痛みを生じない接触刺激に対しては対物攻撃行動を起こさない。しかし、遺伝的に穏やかな動物であっても、後天的な要因によって攻撃性を発現することがある。たとえば、耐えがたい継続するストレスは攻撃性発現のリスクファクターのひとつなので、慢性的ストレス負荷によって攻撃性が発現する。新生児期における 母親からの隔離、捕食動物の臭気、離乳後の隔離飼育など、さまざまなマイナス環境が攻撃性発現の要因として働く。攻撃性を発現した実験動物は、痛みを伴わない軽い接触刺激に対しても容易に対物攻撃行動を起こす。実験動物が対物攻撃行動を起こすかどうかは、動物の精神状態に依存すると考えられる。すなわち、攻撃性を有する実験動物が精神的にイライラした状態にあるとき、鬱様症状を有するとき、ストレス症状を発症した状態にあるとき、病的なイリタビリティ（易怒性）亢進状態にあるときなどに対物攻撃行動が顕著に起こる。対物攻撃行動は、その動物のその時の情動系の活動に影響を受けて 比較的大きく変化する。
対物攻撃行動の発現メカニズム（脳内機序）はよく分かっていないが、少なくとも一部は、研究室において広く実施されている同種同性間攻撃行動試験（レジデント-イントルーダー試験イントルーダー　resident-intruder test における攻撃行動とは異なるメカニズムが関係していると考えられる。オス動物の同種同性間攻撃行動はメスやテリトリーを守るために起こり、対物攻撃行動は不快な物理的刺激を排除することが目的で起こる。同種同性間攻撃行動は男性ホルモンの存在が必須であるオフェンス行動であるが、対物攻撃行動は 雌雄いずれにも発現するディフェンス行動である。オス動物の対物攻撃行動には男性ホルモンは直接関係せず、また、メス動物の対物攻撃行動に卵巣周期は影響を及ぼさない。
　

## 対物攻撃行動の試験法
対物攻撃行動の計測は、通常、攻撃行動計測システム（ＡＲＭ: Aggression Response Meter）を用い、動物を筒状の動物チャンバー内に収容して行われる。試験対象のマウスに痛みを与えない軽い接触刺激を後肢に与えると、精神疾患モデル動物は、その刺激を嫌悪して苛立ちを強めるが、正常な動物では、そのような些細な刺激を無視する。精神疾患モデルマウス（攻撃性を有するマウス）の顔の近くで金属棒を動かすと、その金属棒の動きに苛立ちを強め、棒に噛み付いてそれを排除しようとする。その時の棒に負荷された力の強さを計測することにより、マウスの攻撃性の強さを評価することができる。一方、正常なマウスは金属棒の動きを無視する。対物攻撃行動試験は、向精神薬の薬効試験、ストレス症状のスクリーニング、攻撃性の検出などの目的で行われる。